# 流山市立東深井小学校
流山市立東深井小学校（ながれやましりつひがしふかいしょうがっこう）は、千葉県流山市にある公立小学校である。

## 沿革
- 1974年（昭和49年） - 流山市立江戸川台小学校区域の一部を編入の上、流山市立新川小学校から分離して開校。
- 1975年（昭和50年） - 校歌および校旗制定。
- 1979年（昭和54年） - 流山市立西深井小学校開校に伴い、学区が変更となった児童46名移籍。

## 校歌
- 1975年（昭和50年）制定（学校概要#校歌参照）
  - 作詞：岡野米司 / 作曲：鶴岡正

## 通学区域
2022年（令和4年）4月1日現在、以下の地域が通学区域となっている。
- 東深井42番地から78番地、81番地から102番地、103番地の1、104番地の1、105番地の3から5、106番地から119番地、120番地の1、121番地の1から2、122番地から123番地、124番地の2から4、126番地の2、127番地から262番地、372番地から418番地、426番地から515番地、516番地から658番地、659番地から1109番地、1113番地

## 交通
- 東武鉄道野田線・運河駅から徒歩15分
- 流山ぐりーんバス・「東深井小学校前」バス停下車